# Abdoulkader Kamil Mohamed
Abdoulkader Kamil Mohamed (en árabe: عبد القادر كميل محمد‎: عبد القادر كميل محمد) (nacido el 1 de julio de 1951) es un político yibutiano que es Primer ministro de Yibuti desde 2013. Miembro veterano del partido gobernante Agrupación Popular para el Progreso, ejerció previamente como Ministro de Agricultura del 2005 hasta el 2011 y Ministro de Defensa del 2011 hasta el 2013.

## Biografía
Mohamed nació en 1951 en Souali, situado en el norte de la región de Obock, en el actual Yibuti.
Estudió en la Universidad de Limoges en Francia, donde obtuvo un título en ciencias técnicas, con una especialización en gestión del agua y el medio ambiente.
Abdoulkader Kamil es el medio hermano (por su padre) de Mohamed Kamil Mohamed, exsenador francés y vicepresidente del Consejo de la Tierra de la Costa de Somalia en 1966.
Titular de una maestría obtenida en Limoges, es director general interino de la Junta del Agua de Yibuti en 1979-1980, y luego su director general de 1983 a 2005.

## Carrera
Mohamed empezó su carrera en la Autoridad de Aguas de Yibuti, el cual más tarde pasaría a ser la ONED. Trabajó en ese lugar primero como director general interino de 1978 a 1979, y después como director general de 1983 hasta el 2005.
En 1981, Mohamed se unió al partido Agrupación Popular para el Progreso (RPP). Subió varios peldaños en la formación política, hasta que finalmente fue elegido Vicepresidente del partido en septiembre del 2012. Fue nombrado Presidente más tarde de la Unión por una Mayoría Presidencial (UMP) en noviembre del 2012.
De mayo de 2005 a mayo de 2011, Mohamed trabajó en el gobierno de Yibuti como Ministro de Agricultura. Fue posteriormente nombrado Ministro de Defensa en mayo del 2011.
Mohamed también ejerció como diputado de la Asamblea Nacional. Fue reelegido el 22 de febrero de 2013, tras la victoria parlamentaria de la UMP. El 31 de marzo de 2013 fue nombrado primer ministro en sustitución de Dileita Mohamed Dileita.